# 中国共产党安徽省委员会
中国共产党安徽省委员会，简称中共安徽省委，是中国共产党在安徽省的领导机关。成立于1952年5月，由中国共产党安徽省代表大会选举产生；并在代表大会闭会期间，执行中国共产党中央委员会的指示和中国共产党安徽省代表大会的决议，领导安徽省的党务工作，并定期向中国共产党中央委员会报告工作。目前，梁言顺担任该委员会书记，王清宪担任该委员会副书记。

## 沿革
1949年2月，渡江战役前夕，中共中央鉴于皖南没有“解放”的现实，决定暂不成立中共安徽省委，以长江为界，分设皖北区党委、皖南区党委，各自领导党政军工作。曾希聖任皖北区委书记兼军区司令员。皖北区党委下辖合肥、蚌埠、安庆3个市委，宿县、阜阳、滁县、六安、巢湖、安庆6个地委和淮南矿区委员会。谢富治任皖南区委书记，下辖芜湖市委和芜当、宣城、池州、徽州4个地委。
1952年1月2日，中共中央批准成立中共安徽省委，归属中共中央华东局领导，撤销皖北、皖南区党委。曾希聖任中共安徽省委书记。8月，皖南区和皖北区合并为新的安徽省。中央人民政府委员会批准成立安徽省人民政府委员会，曾希聖任主席。
1954年4月，中共中央华东局撤销后，中国共产党安徽省委员会直属中共中央领导。下辖合肥、蚌埠、芜湖、安庆4个市委和宿县、阜阳、滁县、六安、巢湖、宣城、池州、安庆、徽州9个地委以及淮南矿区党委。省委机关驻合肥市。
2016年4月1日，中国共产党安徽省委员会开始从原址合肥市长江中路39号搬迁合肥市包河区中山路1号。2016年5月1日，中国共产党安徽省委员会与安徽省人民政府在合肥市包河区中山路1号正式办公。

## 职责
根据《中国共产党地方委员会工作条例》，中国共产党地方委员会主要实行政治、思想和组织领导，承担下列职能：
1. 对本地区重大问题作出决策。
2. 通过法定程序使党组织的主张成为地方性法规、地方政府规章或者其他政令。
3. 加强对本地区宣传思想文化工作的领导，牢牢掌握意识形态工作领导权、话语权。
4. 按照干部管理权限任免和管理干部，向地方国家机关、政协组织、人民团体、国有企事业单位等推荐重要干部。
5. 支持和保证人大、政府、政协、法院、检察院、人民团体等依法依章程独立负责、协调一致地开展工作，发挥这些组织中党组的领导核心作用。
6. 加强对本地区群团工作和统一战线工作的领导。
7. 动员、组织所属党组织和广大党员，团结带领群众实现党的目标任务。

## 机构设置
根据《安徽省机构改革方案》，中国共产党安徽省委员会设置工作机关16个（副厅级1个），工作机关管理的机关（副厅级）2个。中共安徽省委设置下列机构：
- 中共安徽省委办公厅

### 职能部门
- 中共安徽省委组织部
- 中共安徽省委宣传部
- 中共安徽省委统一战线工作部
- 中共安徽省委政法委员会

（省委办公厅挂省档案局牌子。省委组织部挂非公有制经济组织和社会组织工作委员会、省公务员局牌子。省委宣传部挂省精神文明建设指导委员会办公室、省人民政府新闻办公室、省新闻出版局（省版权局）、省电影局牌子。省委统一战线工作部挂省人民政府侨务办公室牌子。）

### 办事机构
- 中共安徽省委政策研究室
- 中共安徽省委网络安全和信息化委员会办公室
- 中共安徽省委机构编制委员会办公室
- 中共安徽省委军民融合发展委员会办公室（副厅级）
- 中共安徽省委台湾工作办公室
- 中共安徽省委信访局
- 中共安徽省委巡视工作领导小组办公室
- 中共安徽省委老干部局

（省委全面深化改革委员会办公室设在省委政策研究室。省委全面依法治省委员会办公室设在省司法厅。省委国家安全委员会办公室设在省委办公厅。省委财经委员会办公室设在省委政策研究室。省委外事工作委员会办公室设在省人民政府外事办公室。省委网络安全和信息化委员会办公室挂省互联网信息办公室牌子。省委审计委员会办公室设在省审计厅。省委教育工作领导小组秘书组设在省教育厅。省委农村工作领导小组办公室设在省农业农村厅。省委军民融合发展委员会办公室挂省国防科技工业办公室牌子。省委台湾工作办公室挂省人民政府台湾事务办公室牌子。）

### 派出机关
- 中共安徽省委直属机关工作委员会

（省委教育工作委员会与省教育厅合署办公，不计入机构限额。）

### 直属事业单位
- 中共安徽省委党校
- 《安徽日报》社
- 安徽社会主义学院
- 中共安徽省委党史和文献研究室
- 安徽省档案馆

（省委党校挂安徽行政学院牌子。安徽社会主义学院挂安徽中华文化学院牌子。）

### 工作机关管理的机关
- 中共安徽省委机要局，由省委办公厅管理。
- 中共安徽省委保密委员会办公室，由省委办公厅管理。
- 安徽省精神文明建设指导委员会办公室，由省委宣传部管理。

（省委机要局挂省国家密码管理局牌子。省委保密委员会办公室挂省国家保密局牌子。）

## 历届组成人员

### 历任省委书记
（省委第一书记）
- 曾希圣（1952年01月—1962年02月）
- 李葆华（1962年02月—1971年01月）
- 李德生（1971年01月—1975年05月）
- 宋佩璋（1975年05月—1977年06月）
- 万　里（1977年06月—1980年03月）
- 张劲夫（1980年03月—1982年04月）
- 周子健（1982年04月—1984年12月，代理）
- 黄　璜（1984年12月—1986年04月）
- 李贵鲜（1986年04月—1988年04月）
- 卢荣景（1988年04月—1998年08月）
- 回良玉（1998年08月—1999年12月）
- 王太华（2000年01月—2004年12月）
- 郭金龙（2004年12月—2007年12月）
- 王金山（2007年12月－2010年06月）
- 张宝顺（2010年06月—2015年05月）
- 王学军（2015年06月—2016年08月）
- 李锦斌（2016年08月—2021年09月）
- 郑栅洁（2021年09月—2023年03月）
- 韩　俊（2023年03月—2024年06月）
- 梁言顺（2024年06月—）

### 历届省委成员
省委（1952年1月 — ？）
- 书记：曾希聖（1952年1月— ？）
- 副书记：牛树才
- 常务委员：刘飞、黄岩、李世农、李世焱、胡明、杨建新、孙仲德、苏毅然、桂林栖、张恺帆[3]

第八届省委（2002年6月18日 — 2006年10月30日）
- 书记：王太华
- 副书记：许仲林、方兆祥、王昭耀、沈跃跃（女）、杨多良（回族）

第八届省委（2006年10月30日 — 2011年11月）
- 书记：郭金龙（ — 2007年12月）
- 副书记：王金山、王明方
- 常务委员：孙金龙、段敦厚（白族）、孙志刚、徐立全、赵树丛、臧世凯、刘春良、詹夏来、王秀芳（女）、许援朝

第九届省委（2011年11月—2016年11月）
- 书记：张宝顺（—2015年5月）、王学军（2015年6月—2016年8月）、李锦斌（2016年8月—）
- 副书记：王三运（—2011年12月）、孙金龙（—2013年4月）、李斌（女，2011年12月—2013年3月）、王学军（2013年3月—2015年6月）、李锦斌（2013年4月—2016年8月）、李国英（2015年8月—）、信长星（2016年10月—）
- 常务委员：张宝顺（—2015年5月）、王三运（—2011年12月）、孙金龙（—2013年4月）、余欣荣（—2012年3月）、徐立全（—2016年9月）、王宾宜（—2016年10月）、詹夏来（—2016年1月）、王炯（—2014年8月）、唐承沛、沈素琍（女）、宋海航（—2015年8月）、陈树隆、吴存荣、李斌（女，2011年12月—2013年3月）、曹征海（2012年5月—）、王学军（2013年3月—2016年8月）、李锦斌（2013年4月—）、邓向阳（2014年8月—）、李国英（2015年8月—）、于天明（2015年9月—）、孙云飞（2016年9月—）、信长星（2016年10月—）、刘惠（2016年10月—）

第十届省委（2016年11月—2021年11月）
- 书记：李锦斌（—2021年9月）、郑栅洁（2021年9月—）
- 副书记：李国英（—2021年1月）、信长星（—2020年7月）、王清宪（2021年1月—）、程丽华（女，2021年4月—）
- 常务委员：李锦斌（—2021年9月）、李国英（—2021年1月）、信长星（—2020年7月）、唐承沛（—2017年7月）、吴存荣（—2017年3月）、邓向阳（—2021年9月）、刘惠、刘莉（女，—2020年2月）、孙云飞、姚玉舟（—2020年5月）、虞爱华、宋国权（—2020年5月）、严植婵（女，2017年9月—2018年7月）、陶明伦（2017年11月—）、杨征（2018年1月—2020年2月）、丁向群（女，2018年9月—）、刘孝华（2020年2月—）、张西明（2020年3月—）、郭强（2020年7月—）、张韵声（2020年12月—）、王清宪（2021年1月—）、程丽华（女，2021年4月—）、郑栅洁（2021年9月—）、刘海泉（2021年10月—）

第十一届省委（2021年11月—）
- 书记：郑栅洁（—2023年3月）、韩俊（2023年3月—2024年6月）、梁言顺（2024年6月—）
- 副书记：王清宪、程丽华（女，—2023年12月）、虞爱华（2024年1月—2025年1月）
- 常务委员：郑栅洁、王清宪、程丽华（女，—2023年12月）、张西明、刘海泉、刘惠（—2022年12月）、虞爱华（—2025年1月）、张韵声、丁向群（女，—2024年10月）、郭强（—2023年4月）、张红文（—2025年3月）、汪一光（—2022年7月）、王贵胜（2022年4月—）、费高云（2022年12月—）、陈舜（2023年4月—2024年5月）、刘国宾（2024年1月—）、钱三雄（2024年5月—）、梁言顺（2024年6月—）、单向前（2024年8月—）、孙红梅（2024年12月—)、覃卫国（2025年7月—）